# Вопросы языкознания
«Вопро́сы языкозна́ния» (англ. Topics in the study of language) — основной лингвистический научный журнал России, издаётся под руководством Отделения историко-филологических наук РАН, периодичность шесть номеров в год. Выходит с января 1952 года. Публикует теоретические статьи на русском и английском языках по всем разделам языкознания, а также обзоры и рецензии. Редакция находится в Москве.
С 2009 года индексируется в международной библиографической базе Scopus, с 2016 — в Web of Science (Emerging Sources Citation Index of Core Collection). Также входит в РИНЦ и в Russian Science Citation Index платформы Web of Science.

## История
Журнал был основан по итогам известной дискуссии по вопросам языкознания 1950 года. Его первым главным редактором вплоть до своей смерти в 1969 году был академик В. В. Виноградов. Затем около года журнал выходил без главного редактора, с последнего номера 1970 года исполняющим обязанности главного редактора стал академик В. М. Жирмунский, скончавшийся в январе 1971 года. Фактически изданием в 1969—1970 годах руководил бывший тогда его ответственным секретарём Н. И. Толстой.
В целом в 1950—1960-е годы «Вопросы языкознания» утвердили свою репутацию лучшего теоретического лингвистического журнала СССР, открытого для представителей всех тогдашних научных направлений и относительного свободного от догматизма господствовавшей идеологии.
Положение резко изменилось с 1971 года, когда главным редактором журнала стал член-корреспондент АН СССР Ф. П. Филин, а состав редколлегии обновился практически полностью. Теоретическую позицию журнала, помимо Филина, во многом определяли также Р. А. Будагов и В. З. Панфилов. Этот период характеризуется усиленной идеологизацией журнала, в котором начинают доминировать статьи резко критического характера по отношению к современным западным лингвистическим теориям, а также по отношению к тем советским лингвистам, которые не разделяли консервативных позиций руководства журнала. Под флагом «марксистской лингвистики» в журнале фактически защищалось традиционное сравнительно-историческое языкознание XIX — начала XX веков; резко отрицательную оценку получали структурные методы, формализация лингвистических описаний, попытки построения синхронных теорий языка и т. п., то есть всё то, что составляло основной вектор развития мировой лингвистической мысли в середине XX века.
После смерти Филина в 1982 году главным редактором журнала стал академик Г. В. Степанов (с 1983 по 1986 годы). Смена руководителя не означала принципиальных изменений в позиции издания, однако журнал старался избегать как слишком явных идеологических дискуссий, так и «острых» тем. Многие авторы, для которых сотрудничество с журналом в предыдущее десятилетие оказалось по разным причинам невозможным, стали вновь появляться на его страницах. После смерти Степанова обязанности главного редактора около полутора лет исполнял его заместитель, член-корреспондент АН СССР В. М. Солнцев.
С 1988 года главным редактором становится академик Т. В. Гамкрелидзе, с 1994 года — академик Н. И. Толстой, с 1997 года — академик О. Н. Трубачёв, с 2002 года — член-корреспондент РАН Т. М. Николаева, с 2016 года — академик В. А. Плунгян. Этот период отмечен радикальными изменениями в составе редколлегии, совпавшими с изменениями в обществе, деидеологизацией журнала и постепенным восстановлением его авторитета в России и за рубежом. В настоящее время «Вопросы языкознания» по-прежнему пользуются репутацией ведущего российского лингвистического журнала. С 2017 года журнал публикует часть статей и рецензий на английском языке.

## Редакционная коллегия
В состав редколлегии входят: акад. В. М. Алпатов, д.фил.н. И. М. Богуславский, член-корр. РАН Н. Б. Вахтин (зам. главного редактора), д.фил.н. М. Д. Воейкова, д.фил.н. В. З. Демьянков, д.фил.н. Д. О. Добровольский, д.фил.н. А. Ф. Журавлёв, Ph.D. П. В. Иосад (Великобритания), акад. Н. Н. Казанский, Ph.D. В. И. Киммельман (Норвегия), д.фил.н. Г. И. Кустова, акад. А. М. Молдован, д.фил.н. В. И. Подлесская (зам. главного редактора); к.фил.н., Ph.D. М. С. Полинская (США); д.фил.н. Е. В. Рахилина, д.фил.н. Я. Г. Тестелец, Ph.D. Л. Янда (Норвегия).